# Careproctus parvidiscus
Careproctus parvidiscus är en fiskart som beskrevs av Imamura och Nobetsu 2002. Careproctus parvidiscus ingår i släktet Careproctus och familjen Liparidae. Inga underarter finns listade.